# Judasz Iskariota

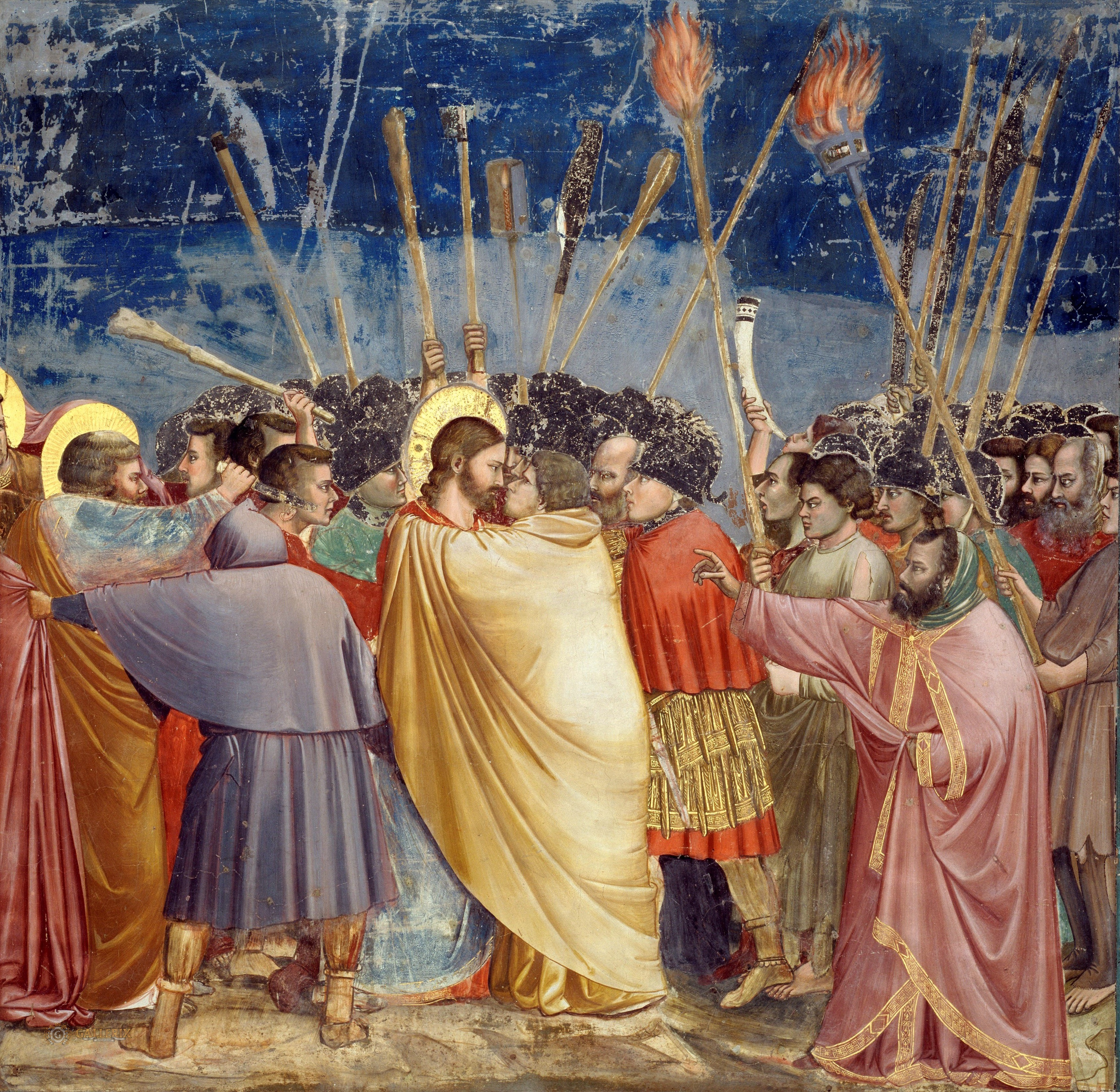
Obraz Pocałunek Judasza pędzla Giotta

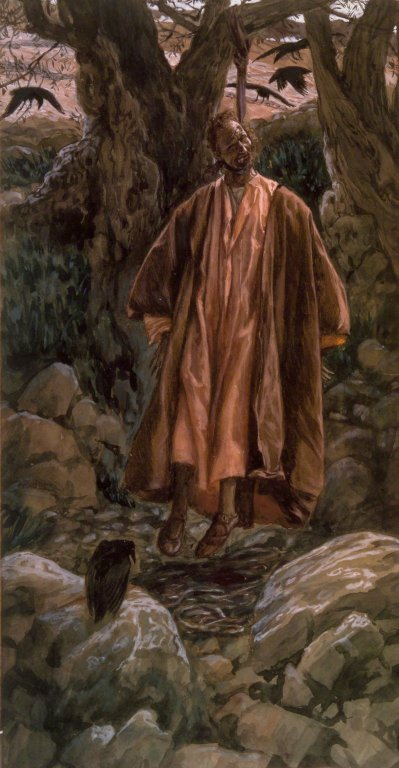
Obraz Śmierć Judasza pędzla Jamesa Josepha Jacques’a Tissota

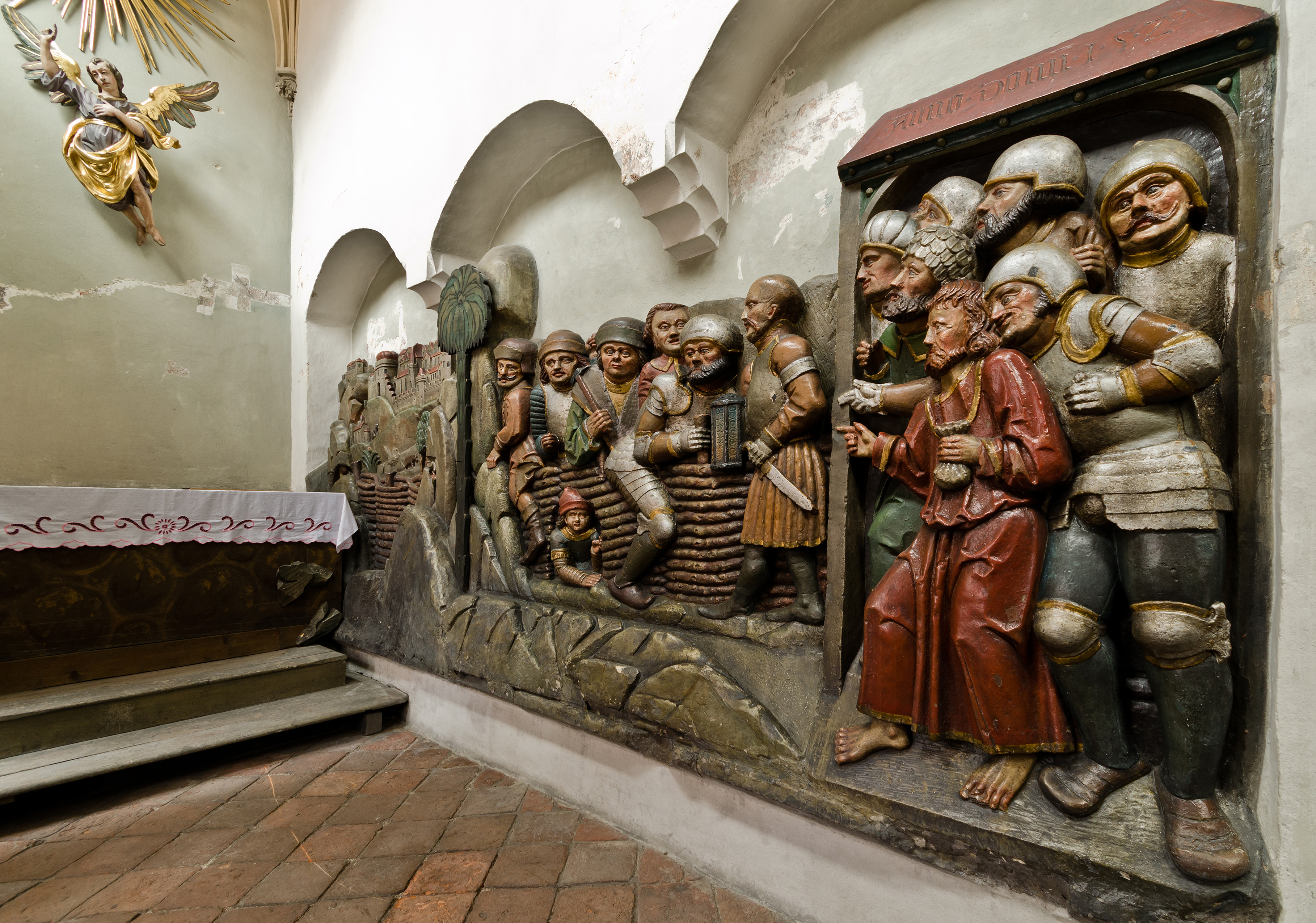
Judasz prowadzący 12 żołnierzy do Jezusa

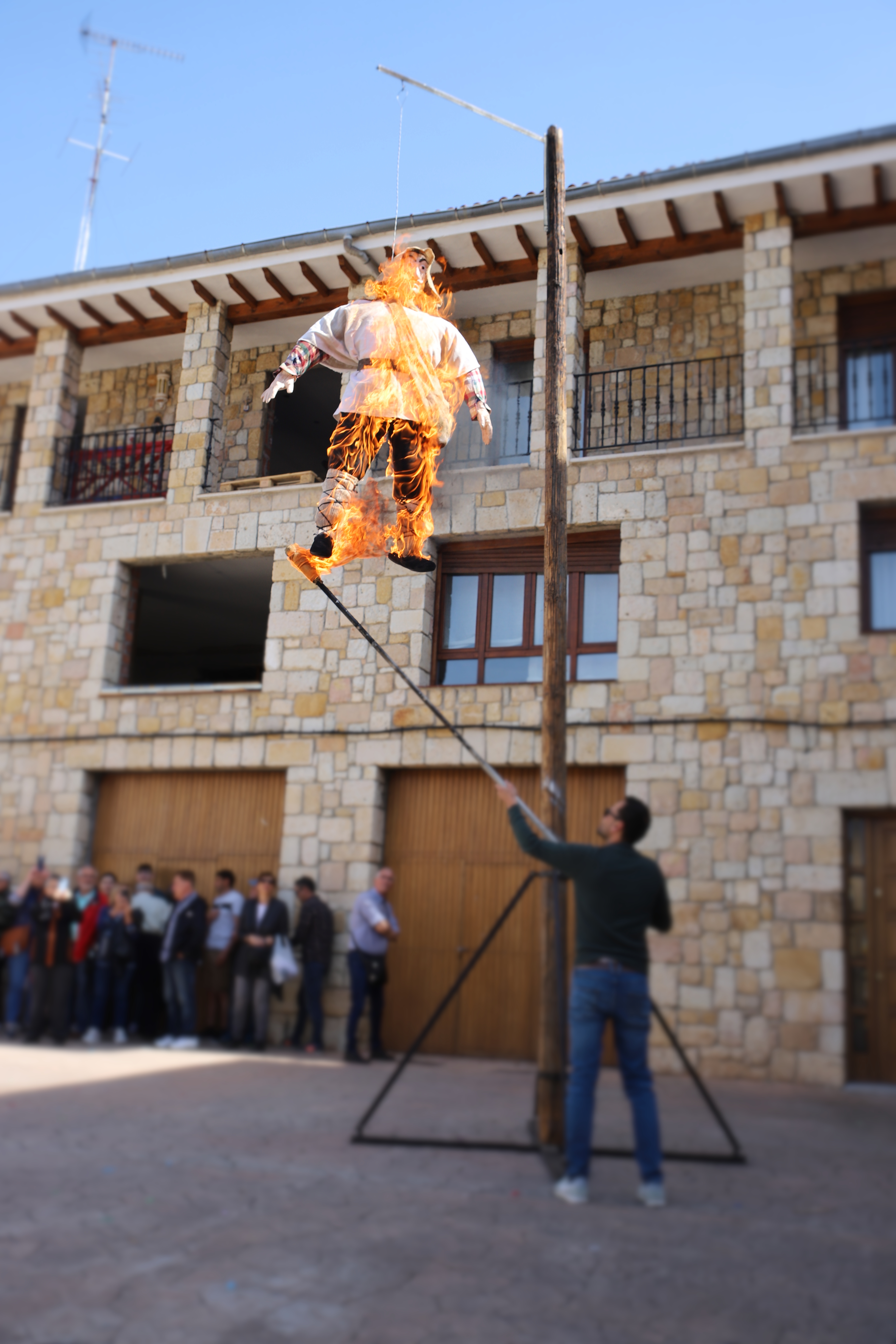
Spalenie kukły Judasza (Trespaderne, Hiszpania 2023) – tradycja obecna w wielu katolickich krajach

Judasz Iskariota  (ur. w I w. p.n.e. prawdopodobnie w Kariocie, zm. 30–33 n.e. w Jerozolimie) – jeden z apostołów, według przekazów Ewangelii synoptycznych wydał Jezusa Chrystusa w ręce Sanhedrynu (według Mateusza za 30 srebrników), po czym – również według Mateusza – popełnił samobójstwo.

## Przydomek
Jeśli chodzi o genezę przydomku Iskariota, wysunięto trzy hipotezy:
1. pochodzi od miejsca pochodzenia Judasza – miasta Kariot (południowa Judea – Joz 15,25); pogląd ten potwierdza fakt, że Judasz był też nazywany synem Szymona Iskarioty (J 13,26)[1]; wedle tej opinii byłby jedynym z Dwunastu, który nie pochodził z Galilei,
2. związany jest ze słowem sicarius, co znaczyłoby, że Judasz był związany z sykariuszami, skrajnym odłamem zelotów[2] (pogląd odrzucany[3] lub przyjmowany za najbardziej prawdopodobny[4][5]),
3. pochodzi od aramejskiego słowa iszkarja (kłamca) – w myśl tej teorii został on nadany Judaszowi dopiero przez tradycję chrześcijańską[6][7].

## Śmierć
Źródła przypisują Judaszowi różne sposoby popełnienia samobójstwa. Mt 27,5: „Rzuciwszy srebrniki ku przybytkowi oddalił się, potem poszedł i powiesił się”. Według Piotra (Dz 1,18) „spadłszy głową na dół, pękł”. Natomiast według Papiasza „zdrajca tak się roztył, iż nie mógł tam, gdzie łatwo przejeżdżał wóz, przejść nawet z pochyloną głową”. Chrześcijanie wierzą, że fakty te zostały przepowiedziane w Starym Testamencie (zob. Mt 27,3–10; 13,18–19; Dz 1,15–20).

## Hipotezy i treści pozabiblijne
Gnostycka sekta ofitów (II wiek) czciła Judasza jako aktywnego uczestnika Bożego planu zbawienia (bez zdrady Judasza nie doszłoby do ukrzyżowania Jezusa, a co za tym idzie, nie byłoby Zmartwychwstania).
W Wielkanoc roku 2006 wydano tłumaczenie odnalezionej w 1978 r. w Egipcie koptyjskiej kopii (datowanej na III/IV wiek) gnostyckiego apokryfu nazwanego Ewangelią Judasza (datowanego na II wiek), według którego Jezus poprosił Judasza, aby go wydał, co oznaczałoby, że Judasz nie był zdrajcą, lecz wykonawcą woli Chrystusa. Przy podawaniu tej informacji pomija się jednak często fakt, że w apokryfie argumentem Jezusa za zdradą było nie zbawienie ludzkości, lecz uwolnienie jego samego od cielesnej powłoki.
Według jednej z hipotez, Judasz zgodził się zostać jednym z Apostołów, gdyż widział w osobie Jezusa przywódcę, który by poprowadził Żydów przeciwko Rzymianom. Sam Judasz miał być faworyzowany na tle pozostałych uczniów, co ma rzekomo potwierdzać wybranie go na skarbnika apostołów, co – według amerykańskiego duchownego Davida Wilkersona – ma być dowodem na zaufanie Jezusa względem Iskarioty. Inną poszlaką mającą wskazywać na uprzywilejowanie Judasza ma być jego często zasiadanie bezpośrednio po prawej stronie Chrystusa, co miało być miejscem zaszczytnym.
Inna hipoteza głosi, że Judasz celowo zdradził Jezusa, aby po jego śmierci móc przeprowadzić z grupą zelotów powstanie przeciw Rzymowi, co z kolei kłóci się z biblijnym przekazem, w którym popełnia samobójstwo.

## Judasz Iskariota w filmie
Judasz występuje w wielu filmach o życiu Jezusa. Do najbardziej znanych odtwórców roli zdrajcy należą m.in. Carl Anderson (Jesus Christ Superstar), Harvey Keitel (Ostatnie kuszenie Chrystusa), Luca Lionello (Pasja), David McCallum (Opowieść wszech czasów), Ian McShane (Jezus z Nazaretu), Rip Torn (Król królów).
Judasz (jako postać) pojawia się również w serialu The Chosen (grana przez Luke’a Dimyana) oraz epizodycznie w serialu Netflixa pt. Chilling adventures of Sabrina (Mark Hildreth).